# Pithôm
Tjekou ou Per-Atoum, en hébreu Pithôm, de l'égyptien pr-'itm — « la maison du dieu Atoum » —, en grec Heroon-polis ou Héroopolis, aujourd'hui Tell er-Retabeh dans l'oued Tumilat, était la capitale du huitième nome de Basse-Égypte.

## Pithôm du Livre de l'Exode
C'est grâce à des stèles et des temples dédiés à Atoum qu'Henri Édouard Naville a identifié au XIXe siècle Tell el-Mashkuteh (« la butte des idoles ») comme étant Pithôm, une des deux cités pharaoniques dans lesquelles les Hébreux furent, selon l'Exode, obligés de fabriquer des briques.

Carte du canal des pharaons avec au centre Heropolis (Pithôm).

De plus récentes découvertes identifient plutôt ce site comme étant Tjekou, capitale du huitième nome de Basse-Égypte, une étape sur la route commerciale reliant les lacs Amers et l'isthme de Suez à la ville de Péluse, sur la pointe est du delta du Nil. Bien que conventionnellement admise, la localisation de Pithôm à Tell el-Maskhouta ne fait pas l'unanimité. L'égyptologue Kenneth Anderson Kitchen localise le site à Tell el-Retabeh (connu aussi sous l'orthographe Tell er-Retabah, Tell er-Rebata, ou Tell el-Retaba).
Quoi qu'il en soit, de nombreux vestiges de l'époque ramesside ont été découverts à Tell el-Maskhouta. En 1883, Naville a dégagé une enceinte en brique de 210 m de côté ainsi que les restes d'un temple. Les fouilles menées sur le site révélèrent la présence de nombreux monuments au nom de Ramsès II. Des statues, des stèles et des sphinx datant du règne de ce grand pharaon ont été mis au jour notamment par un agent de Ferdinand de Lesseps (ils sont aujourd'hui exposés au jardin des Stèles à Ismaïlia).
Des traces d'occupation plus anciennes ont été également retrouvées sur place. En 1860, Auguste Mariette y a notamment exhumé l'inscription d'un certain Ouni, vizir sous le règne de Mérenrê Ier (VIe dynastie), chargé de protéger cette région frontalière des incursions des « habitants des sables ». Ce village fut occupé par les Hyksôs, puis abandonné, ne redevenant une ville qu'au VIIe siècle avant notre ère (dynastie saïte), époque à laquelle on trouve un temple d'Atoum. L'historien grec Hérodote mentionne que ce site, qu'il nomme Πάτουµος, est situé sur le trajet du canal des pharaons sur lequel des travaux sont entrepris vers 600 (avant notre ère) par Nékao II.